# Giovanni Lavezzari
Pour les articles homonymes, voir Lavezzari.
Giovanni Lavezzari, né en 1817 à Venise, et mort en 1881, est un peintre italien.

## Biographie
Giovanni Lavezzari est né en 1817 à Venise. Il réside à Florence, où il devient professeur de perspective à l'académie des beaux-arts. Il peint de nombreux  vedutes vénitiens et des scènes, dont Pesca nella laguna; Gondole veneziana, exposé à Turin en 1880; Di ritorno dal Lido, exposé à Milan en 1881; Serbatojo di granchi nella laguna; Barche in disarmo; Parco dell' Isola Sant'Elena, exposé à Rome en 1883, et à la Promotrice 1883 de Florence, à la Cour du Palais des Doges à Venise.
La galerie Trétiakoff à Moscou conserve de lui Le tombeau des rois à Jérusalem.
Il meurt en 1881.